# Gouritsrivier
De Gouritsrivier stroomt door de provincie West-Kaap van Zuid-Afrika. De rivier ontstaat op het punt waar de Gamkarivier en de Olifantsrivier samenkomen (16 km ten zuiden van Calitzdorp) en de eigenlijke Gourits is daarmee niet erg lang. De rivier ontvangt echter water van een groot gebied van de Outeniquabergen, de Kleine en de Grote Karoo en is daarmee een van belangrijkere stromen van Zuid-Afrika. De rivier mondt bij Gouritsmond ten westen van Mosselbaai uit in de Indische Oceaan

## De naam

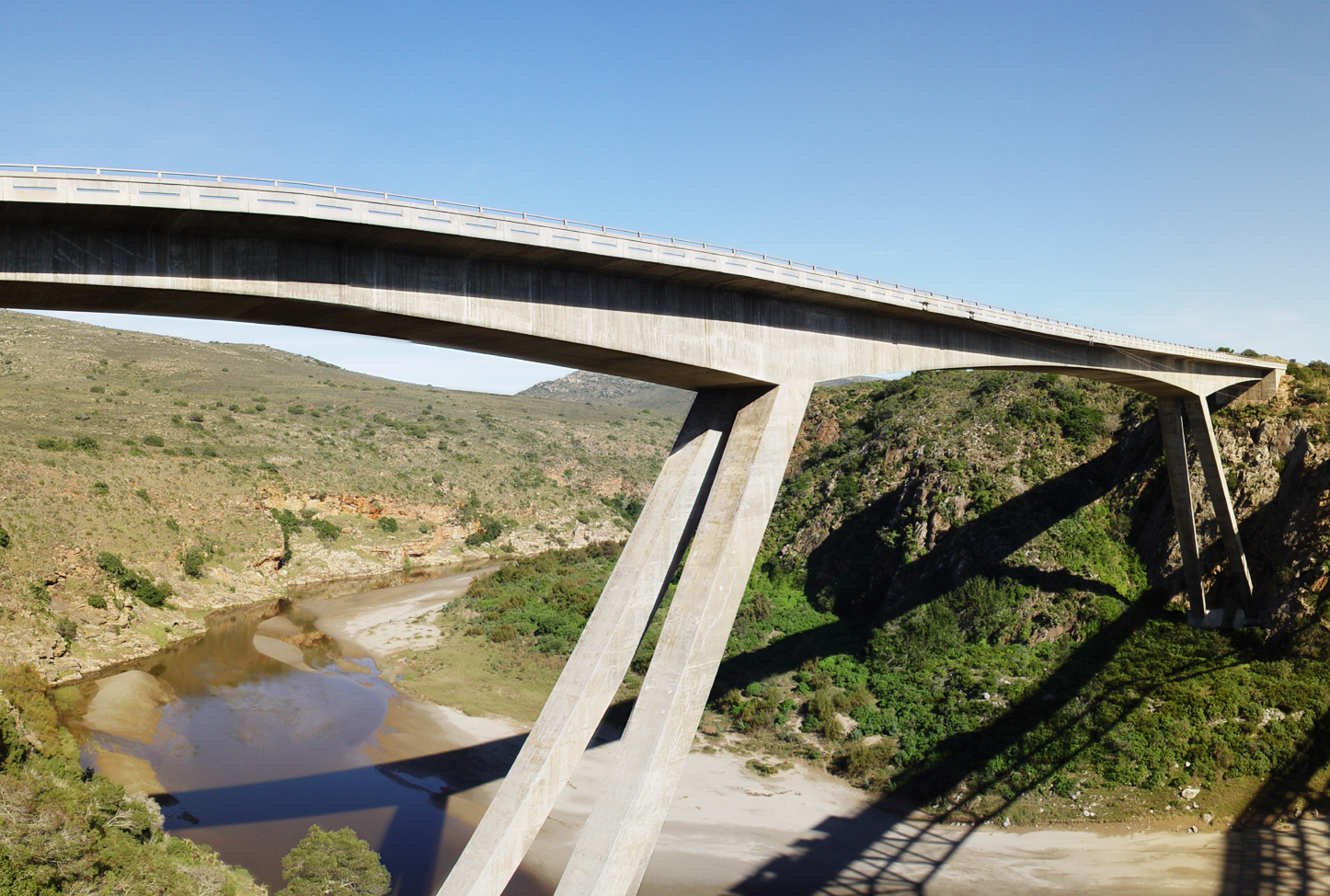
De Gourits in zijn kloof onder een brug

De oorsprong van de naam kan niet met zekerheid vastgesteld worden. Korporaal Hieronymous Cruse is in 1667 een Khoistam, de Gouriquas, aan de oever van een rivier tegengekomen die later naar hen vernoemd zou zijn. Sommige bronnen vermelden dat het woord "vuil" betekent. Een Portugese kaart van 1489 verwijst naar de naam Rio della Vache waar de Gourits zou moeten zijn. In het Portugees is dit Rio das Vaccas (rivier van de koeien). Na de reis van Dias wordt de naam Rio dos Vaqueiros (rivier van de koeherders) gebruikt.

## Stroomgebied

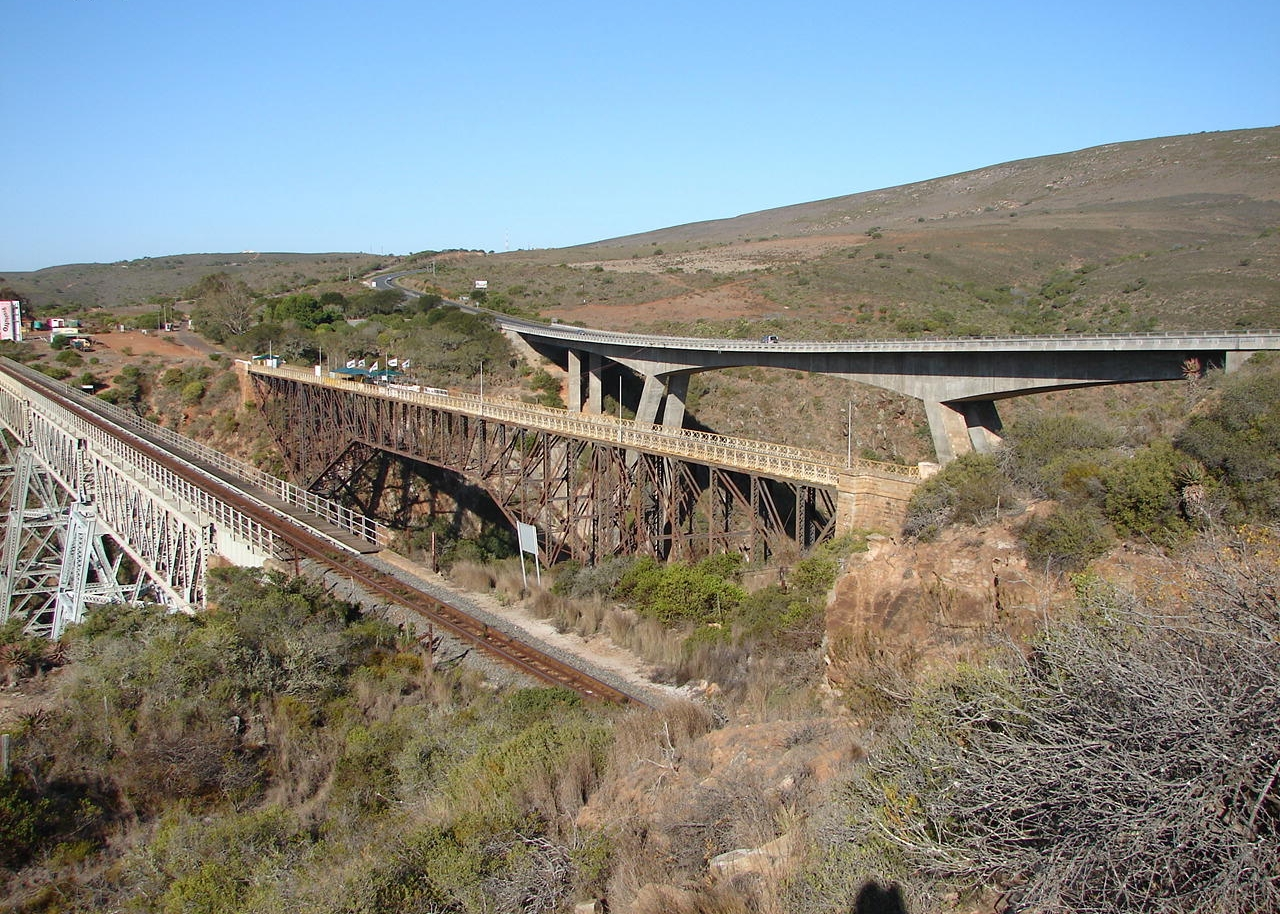
Drie bruggen over de Gourits bij Albertina

In een land waar de rivieren bescheiden van grootte zijn, is de Gourits een naar verhouding grote rivier. Het stroomgebied meet ongeveer 250 km van zuid naar noord en 350 van oost naar west. Het oppervlak dat door de rivier afgewaterd en zijn zijrivieren wordt is daarmee 45 702 vierkante kilometer groot. Afgezien van een klein gebiedje ten oosten van de Outeniquabergen is hele gebied Karoo. De regenval is dat gebied is tamelijk onregelmatig en bedraagt tussen 102 en 305 mm per jaar, behalve hoog in de Swart- en Outeniquabergen. Daar kan de neerslag meer dan 1 000 mm bedragen en in de winter gedeeltelijk als sneeuw vallen. De gemiddelde jaarlijkse afloop is 695 miljoen kubieke meter. Gewoonlijk is de afloop zwak en afkomstig van wisselende niet permanente bergstromen.
De voornaamste rivieren waarvan de Gouritsrivier zijn water ontvangt zijn:
- Grootrivier, Touwsrivier en de Buffelsrivier (aan de westekant),
- Gamkarivier, Koekemoersriver, Leeuwrivier en die Dwykarivier (in het midden en noorden) en
- Olifantsrivier en de Kammanassierivier (aan de oostkant).

## Overstromingen
Voor de boeren op de rivierklei is de rivier de levensader van hun bestaan. Grote stuwmeren in de Groot-, Gamka-, en Olifantsrivier en een aantal van hun zijtakken hebben de hoeveelheid water in de Gourits danig verminderd. De enorme overstromingen en vernielingen die de rivier in het verleden veroorzaakte zijn een stuk minder geworden. De jaren 1901-02, 1928, 1954, 1964, 1969, 1981, 1996 en 2000 waren daar berucht voor. Bij hevige regenval in het binnenland spoelde de rivier heiningen, telefoonpalen, wegen, veevoer en dode dieren naar zee. Maar de overstromingen hadden ook positieve gevolgen. De rivier liet ook een laagje vruchtbaar rood slib op het land achter.
Het land rond de Gourits stond oorspronkelijk vol met dorenbomen. Bij de ontginning is het gelijkgemaakt om er water over te kunnen leiden. Er is echter niet zo veel bevloeiing uit de Gourits zelf omdat de rivier in een diepe kloof stroomt en het te duur is water daaruit naar het land te pompen. Er is wel wat teelt van lucerne, koren en aardappelen, maar het voornaamste landgebruik is toch gemengd bedrijf met runderen schapen, antilopen en struisvogels. De voornaamste producten zijn zuivel en slachtvee. Er wordt op de beperkte schaal ook citroenen verbouwd en het sap van aloë wordt afgetapt. Hogerop in de bergen wordt ook wijn verbouwd.

## Riviermonding
De monding is permanent open en de getijdenwerking kan tot 8 km landinwaarts (de laagwaterbrug bij Die Eiland) gemerkt worden. Er is sprake van verzilting in het mondingsgebied door menselijke activiteiten in het grote stroomgebied. Er is ook overlast door plantensoorten van vreemde herkomst. De ontwikkeling van strandrecreatie, pleziervaart op de rivier en het weiden van runderen op de kwelders langs de rivier belasten de vegetatie. De stroming van de rivier wordt aan de monding belemmerd door een keerwal.

## Fauna
De vissoort Pseudobarbus tenuis (Afrikaans: Slankrooivlerkie) is endemisch in deze rivier en de Keurboomsrivier.